# Parosphromenus
Parosphromenus é um género de peixe da família Belontiidae.
Este género contém as seguintes espécies:
- Parosphromenus harveyi